# 마이클 리처즈
마이클 리처즈(Michael Richards, 1949년 7월 24일 ~ )는 미국의 배우이다.

## 출연 작품
- 마이 히어로
- 사인필드